# پایکوب سیاه‌بال
پایکوب سیاه‌بال (نام علمی: Saltator atripennis) نام یک گونه از سرده پایکوب است.